# IN A MODEL ROOM
IN A MODEL ROOM（イン・ア・モデル・ルーム）は、日本の音楽グループP-MODELの1枚目のアルバム。1979年8月25日にワーナー・パイオニアより発売された。

## 概要
- P-MODELの初のフルアルバム。また、佐久間正英の初プロデュース作品である[1]。
- 当時プラスチックスにて活動していた佐久間は、「屋根裏でプラスチックスのライブをやった時に平沢進君が「プロデュースして欲しい。」と声をかけてくれ、カセットを渡してくれたんですよ。当時、プロデューサーという言葉はありましたが、事務所の社長だったり、レコード会社の人間だったり、そういう人たちのことを指してた時代で、今のように確立されてなかった時代ですね。」と語っており、これが切っ掛けとなり多くのミュージシャンへのプロデューサー業を展開していくこととなった[2][3]。
- 大半の楽曲は前身バンド・MANDRAKE時代から演奏されており、これが結成から8ヶ月弱というスピードデビューに繋がった。
- 本作のみ、平沢の実兄である平沢裕一が作詞に参加している。
- 「異邦人」[※ 1]、「ホワイト・シューズ」[※ 2] も収録予定だったがボツとなった。
- 1999年に発売されたアルバム『VIRTUAL LIVE-1』でフルリメイクされたが、「ソフィスティケイテッド」のみ収録されなかった。
- ジョージ・オーウェルの小説『1984年』がアルバムのコンセプトの下敷きにある[4]。
- 1980年初頭時点における売上は公称2万枚。うち4000枚がピンク色の限定盤である[5]。

## 楽曲解説
美術館で会った人だろ
1stシングル表題曲。
歌詞に「美術館に 火をつけるよ」というフレーズがあるため、平沢は「消防士の父を持つにもかかわらず放火予告でレコード会社と契約した」と後年ネタにしている。
ヘルス・エンジェル
1984年に久々に演奏する 際、平沢はギターのフレーズをすっかり忘れており、当時のメンバーであった三浦俊一に逆に教わったという。平沢進が自分以外が作曲して歌って楽しかった曲に挙げている。
KAMEARI POP
本アルバム発売後の1979年12月25日、2ndシングルとしてリカット。
1987年には平沢・KERA率いる「此岸のパラダイス亀有永遠のワンパターンバンド」が、『KAMEARI POP 此岸のパラダイス編』としてカバーしている。
解凍期～改訂期にもリアレンジして演奏されている。ニューウェーブバンドDEVOがタイヤの街(オハイオ州アクロン)出身だという主張に影響された。
偉大なる頭脳
MANDRAKEの楽曲「錯乱の扉」のイントロ部分を再アレンジし歌詞をつけたもの。
2007年にPOLYSICSがカバーしている。（8thアルバム『KARATE HOUSE』収録）
2023年の平沢ソロライブ『HYBRID PHONON 2566』では、歌詞を新たに描き下ろしてリアレンジの上演奏された。
ホワイトシガレット
初期のライブでは歌詞中の「コロンブス」を「アメリカ」に変えて歌うこともあった。
MOMO色トリック
歌詞中の「ユージさん」は今野雄二のこと。初期のライブではフルネームで歌うこともあった。また「アホのリノ」は女優のかたせ梨乃のことである。
当時P-MODELと今野の間に確執があり、それを受けて制作された楽曲。
アート・ブラインド
2010年に平沢ソロアルバム『突弦変異』でリメイクされた。
『突弦変異』の収録曲は各フルアルバムから1曲ずつファン投票より決められたが、平沢はアレンジの方向性などを考えた結果、投票結果を無視してこの曲を選択した。

## 収録曲
- 全編曲：P-MODEL

| #         | タイトル                                     | 作詞      | 作曲                               | 時間  |
| --------- | -------------------------------------------- | --------- | ---------------------------------- | ----- |
| 1.        | 「美術館で会った人だろ（Art Mania）」        | 平沢進    | 平沢進                             | 3:09  |
| 2.        | 「ヘルス・エンジェル（Health Angel）」       | 田中靖美  | 田中靖美                           | 2:32  |
| 3.        | 「ルームランナー（Roomrunner）」             | 田中靖美  | 田中靖美                           | 2:32  |
| 4.        | 「ソフィスティケイテッド（Sophisticated）」  | 平沢進    | 平沢進                             | 4:26  |
| 5.        | 「子供たちどうも（For Kids）」               | 平沢裕一  | 平沢進                             | 3:31  |
| 6.        | 「KAMEARI POP」                              | 平沢進    | 平沢進                             | 3:56  |
| 7.        | 「サンシャイン・シティー（Sunshine City）」  | 平沢裕一  | 田中靖美                           | 2:03  |
| 8.        | 「偉大なる頭脳（The Great Brain）」          | 平沢進    | 安部文泰（ノンクレジット）、平沢進 | 4:13  |
| 9.        | 「ホワイト・シガレット（White Cigarettes）」 | 平沢進    | 平沢進                             | 3:15  |
| 10.       | 「MOMO色トリック（Pinky Trick）」            | 平沢進    | 平沢進                             | 3:18  |
| 11.       | 「アート・ブラインド（Art Blind）」          | 平沢進    | 平沢進                             | 2:39  |
| 合計時間: | 合計時間:                                    | 合計時間: | 合計時間:                          | 33:28 |

## リリース履歴
| リリース日     | レーベル                         | 規格           | 規格品番 | 備考                                             |
| -------------- | -------------------------------- | -------------- | -------- | ------------------------------------------------ |
| 1979年8月25日  | ワーナー・パイオニア             | LP             | K-10017W | 初回プレス盤のみ、ピンク色のビニールレコード仕様 |
| 1979年8月25日  | ワーナー・パイオニア             | カセットテープ | LKF-5029 |                                                  |
| 1992年1月25日  | ワーナーミュージック・ジャパン   | CD             | WPCL-603 |                                                  |
| 2003年10月20日 | SS RECORDS                       | CD             | SS-101   | デジタルリマスタリング、紙ジャケット仕様         |
| 2017年6月25日  | SS RECORDINGS                    | CD             | SS-101A  | W紙ジャケット仕様(2017年EDITION)                 |
| 2020年11月20日 | SS RECORDINGS                    | SHM-CD         | SS-1001A | W紙ジャケット仕様                                |
| 2022年7月27日  | ワーナー・ミュージック・ジャパン | LP             | WQJL-150 | イエロー・カラー・ヴァイナル仕様                 |

## 参加ミュージシャン
- 平沢進 - ボーカル、ギター、シンセサイザー
- 秋山勝彦 - ベース、シンセサイザー、コーラス
- 田中靖美 - キーボード、シンセサイザー、コーラス
- 田井中貞利 - ドラムス